# Science
Science (angleško: »znanost« oz. »naravoslovje«) je multidisciplinarna znanstvena revija, ki jo izdaja Ameriško združenje za napredek naravoslovnih znanosti (American Association for the Advancement of Science, AAAS). Velja za eno vodilnih znanstvenih revij na svetu. Izhaja tedensko. Ima 130.000 naročnikov, od tega mnogo ustanov, kot so univerze. Prav tako obstaja spletna izdaja. Število bralcev ocenjujejo na 1 milijon.
Težišče revije je na objavljanju izsledkov najpomembnejših znanstvenih raziskav ali poročanjih o njih. Prav tako so objavljene novosti in mnenja o znanstvenih temah. Področje, ki ga pokriva, je enako kot pri glavnem konkurentu Nature – celotno naravoslovje, vendar pri Science s poudarkom na biologiji, predvsem genetiki in biotehnologiji. Ob revijah Nature, Proceedings of the National Academy of Sciences (PNAS) in Journal of Biological Chemistry je Science ena od daleč najuglednejših in najvplivnejših znanstvenih revij na svetu.
Leta 2007 sta reviji Science in Nature za objave nekaterih najpomembnejših znanstvenih del v zadnjih 150 letih prejeli nagrado Princesa de Asturias za komunikacijo in humanistiko.